# Ricardo Moros Urbina
Ricardo Moros Urbina (Nemocón, 27 de marzo de 1865-Bogotá, 21 de junio de 1942) fue un pintor, grabador, dibujante, acuarelista, retratista y paisajista colombiano, iniciador del arte publicitario en Colombia, igualmente uno de los cofundadores de la Academia Colombiana de Historia en el año de 1902. Hizo varios grabados que fueron publicados en el Papel Periódico Ilustrado.

## Formación
En 1981 estudió en la Escuela de Bellas Artes de Bogotá. Allí Antonio Rodríguez le enseñó el arte del grabado en madera, en 1891 Viajó a Europa y estudió pintura en Francia, Italia y España en donde tuvo como profesores a Jean-Léon Gérôme, Luis Jiménez Aranda y Mariano Barbasan.

## Obra
En 1886 publicó un artículo en el Papel Periódico Ilustrado, sobre Nemocón. En 1891 pintó al óleo el retrato del entonces presidente, don Carlos Holguín (hoy en el Museo Nacional).
A finales del siglo XIX regresó a Bogotá. En esta fecha también participó en un concurso celebrado en la Escuela de Bellas Artes de Bogotá para conmemorar el 20 de julio y ganó la Medalla de Primera Clase por su paisaje: "Plaza de Anticoli" (Italia Central). En el año 1902 fue nombrado profesor de dibujo de la Escuela de Bellas Artes de Bogotá. En este mismo año participó en la fundación de la Academia Colombiana de Historia. Pintó el retrato de don Carlos Albán. También pintó en una de las pechinas de la Catedral, el evangelista San Mateo por encargo del Arzobispo Bernardo Herrera Restrepo.
En 1903 dirigió la Escuela de Bellas Artes de Bogotá. Publicó un artículo sobre el pintor Ricardo Acevedo Bernal. Al año fue nombrado Director del Museo Nacional de Bogotá. 
En 1905 Pintó a la acuarela varias escenas costumbristas de Bogotá entre las que figuró. El Negrito Embolador, hoy en el Museo Nacional. En este año también rindió un informe sobre los grabados del "Papel Periódico Ilustrado", con la colaboración del doctor José Joaquín Guerra. También en este tiempo ejecutó el escudo para la Academia de Historia. En él representó tres épocas de  la historia del país, mediante tres figuras simbólicas: un aborigen que significa la época precolombina, un español, la conquista y una figura femenina con el gorro frigio, la República.
De 1906 a 1908 pinta varias acuarelas entre las cuales figuran: Alrededores de Bogotá, Fábrica colonial y  La Lectora. Hoy todas en el Museo Nacional.
En 1930 Publicó un Informe sobre la conveniencia de darle publicidad a unas oleografías que reproducen los cuadros del artista nacional Coriolano Leudo.
Ricardo Moros fue un buen grabador y un excelente retratista. Su estilo fue académico y un gran representante del paisajismo en Colombia; trato con gran interés el recurso lumínico.

## Obras
En el Museo Nacional de Bogotá existen los siguientes retratos al óleo: 
- Ezequiel Hurtado
- José Eusebio Otálora
- Eliseo Payán
- Carlos Holguín
- Carlos Albán.

Y las siguientes acuarelas
- Alrededores de Bogotá
- Fábrica Colonial
- El Negrito Embolador
- La Lectora.

En la Academia de Historia: 
- Retrato de don Juan de Castellanos (óleo)
- Dibujo original del Escudo de la Academia.

En la colección de arte del Banco de la República:
- Escuela de Bellas Artes
- Sin título.

En colecciones particulares: 
- Copia del Retrato de Hombre, de Rubens;
- Copia del Entierro de Cristo, de Tiziano;
- Copia de don Sebastián de Morra, de Velázquez.

En la Catedral de Bogotá: 
- Evangelista San Mateo (en una de las Pechinas).

También ilustró con varios grabados las ediciones del Papel Periódico Ilustrado:
- Esquina occidental de la Plaza de Nemocón
- La Catedral de Guayaquil
- Monserrate
- Indio Jaulero
- La Camella
- El Corneta
- Retrato de J. A. Plaza